# Моровале
Морова̀ле (на италиански: Morrovalle, на местен диалект Mòrro, Моро) е град и община в Централна Италия, провинция Мачерата, регион Марке. Разположен е на 246 m надморска височина. Населението на общината е 10 339 души (към 2010 г.).